# Anopeltis venezuelensis
Anopeltis venezuelensis är en svampart som beskrevs av Bat. & Peres 1960. Anopeltis venezuelensis ingår i släktet Anopeltis och familjen Capnodiaceae.   Inga underarter finns listade i Catalogue of Life.